# Lista zabytków w Saint Paul’s Bay
To jest lista zabytków w miejscowości Saint Paul’s Bay na Malcie, które są umieszczone na liście National Inventory of the Cultural Property of the Maltese Islands.

## Lista
| Nazwa zabytku                     | Lokalizacja                                        | Współrzędne                                   | Nr na liście NICPMI | Zdjęcie |
| --------------------------------- | -------------------------------------------------- | --------------------------------------------- | ------------------- | ------- |
| San Pawl Milqi                    | Triq San Pawl Milqi, Burmarrad                     | 35°56′00,0″N 14°24′41,8″E/35,933329 14,411607 | 00014               |         |
| Prehistoryczne grobowce w Xemxiji | Triq il-Preistorja, Xemxija                        | 35°57′00,1″N 14°22′54,0″E/35,950041 14,381666 | 00028               |         |
| Wieża Wignacourt z baterią        | Triq San Ġiraldu / Triq San Franġisk               | 35°56′58,7″N 14°24′10,7″E/35,949627 14,402973 | 00055               |         |
| Ruiny megalitycznej świątyni      | Triq id-Dolmen, Buġibba (na terenie hotelu Dolmen) | 35°57′17,0″N 14°25′05,0″E/35,954713 14,418058 | 00056               |         |
| Villa Preziosi                    | Triq Buġibba                                       | 35°56′57,7″N 14°24′26,7″E/35,949368 14,407430 | 01223               |         |
| Villino Chappelle                 | Triq il-Mosta                                      | 35°56′49,7″N 14°24′26,0″E/35,947127 14,407232 | 01224               |         |
| Palazzo Pescatore                 | 470 Triq San Pawl                                  | 35°56′53,8″N 14°23′53,2″E/35,948289 14,398118 | 01225               |         |
| Wieża Qawra z baterią             | Qawra Point                                        | 35°57′33,2″N 14°25′28,8″E/35,959218 14,424678 | 1379                |         |
| Bateria Arrias                    | "The Fortress", Telgħet ix-Xemxija, Xemxija        | 35°56′50,8″N 14°22′59,0″E/35,947435 14,383051 | 1398                |         |
| Bateria Dellia                    | Triq San Pawl                                      | 35°56′42,1″N 14°23′08,0″E/35,945020 14,385544 | 1399                |         |
| Bateria Buġibba                   | Dawret il-Ġżejjer                                  | 35°57′10,2″N 14°24′41,9″E/35,952833 14,411639 | 1400                |         |
| Qawra Point Entrenchment          | Triq it-Trunċiera                                  | 35°57′27,8″N 14°25′18,8″E/35,957709 14,421888 | 1419                |         |
| Reduta Perellos                   | Dawrett il-Qawra                                   | 35°56′58,1″N 14°25′24,6″E/35,949472 14,423500 | 1428                |         |